# Sarcos
Sarcos é uma comuna francesa na região administrativa de Occitânia, no departamento de Gers. Estende-se por uma área de 6,41 km². Em 2010 a comuna tinha 81 habitantes (densidade: 12,6 hab./km²).